# گرانویل (میلواکی)
گرانویل (به انگلیسی: Granville) یک منطقهٔ مسکونی در ایالات متحده آمریکا است که در شهرستان میلواکی، ویسکانسین واقع شده‌است.